# 페르미역
페르미역 (Fermi)은 토리노 지하철의 역이다. 토리노 교외의 콜레뇨에 위치해 있으며, 2006년 노선 첫 개통과 동시에 문을 열었다. 1호선의 서쪽 시종착역이며 인접한 위치에 300석 규모의 주차장이 있고, 리볼리까지 가는 버스 노선이 운행된다.

## 시설
- 300석 이상 규모의 주차장
- 매표기
- 장애인 접근시설
- 엘레베이터
- 에스컬레이터
- CCTV 감시카메라